# Rizván Gadzhíyev
Rizván Sabibulayevich Gadzhíyev –en ruso, Ризван Сабибуллаевич Гаджиев– (Majachkalá, 6 de enero de 1987) es un deportista bielorruso de origen daguestano que compitió en lucha libre. Ganó dos medallas de bronce en el Campeonato Mundial de Lucha, en los años 2007 y 2009, y una medalla de plata en el Campeonato Europeo de Lucha de 2008.
Participó en los Juegos Olímpicos de Pekín 2008, ocupando el séptimo lugar en la categoría de 55 kg.

## Palmarés internacional
| Campeonato Mundial | Campeonato Mundial  | Campeonato Mundial | Campeonato Mundial |
| Año                | Lugar               | Medalla            | Categoría          |
| ------------------ | ------------------- | ------------------ | ------------------ |
| 2007               | Bakú (Azerbaiyán)   | Medalla de bronce  | 55 kg              |
| 2009               | Herning (Dinamarca) | Medalla de bronce  | 55 kg              |
| Campeonato Europeo |                     |                    |                    |
| Año                | Lugar               | Medalla            | Categoría          |
| 2008               | Tampere (Finlandia) | Medalla de plata   | 55 kg              |